# John Lehman
John F. Lehman Junior (Filadelfia, 14 settembre 1942) è un politico statunitense.

## Biografia
Fu il diciassettesimo segretario della marina statunitense (United States Department of Defense) sotto il presidente degli Stati Uniti d'America Ronald Reagan, si tratta di un parente di Grace Kelly.
Studiò al La Salle College High School e dopo all'università della Pennsylvania. Lavorò inizialmente alla Air Force Reserve Command per 3 anni. Fra gli altri incarichi quello di presidente del consiglio dell'OAO Technology Solutions Inc e membro onorario della First Troop Philadelphia City Cavalry.